# Slaget ved Villers-Bocage
Slaget ved Villers-Bocage var et slag under 2. Verdenskrig, som blev udkæmpet den 13. juni under invasionen i Normandiet. Britiske panserstyrker planlagde at erobre byen som led i Operation Perch. Det var en operation, der havde til formål at omringe og besætte byen Caen, der var et vigtigt allieret mål i begyndelsen af Operation Overlord.
Operation Perch var et knibtangsangreb med det formål at erobre Caen. 30. britiske korps udgjorde den vestlige arm i omringningsforsøget og pressede sydpå indtil det stødte på stærke tyske styrker i et voldsomt slag om byen Tilly-sur-Seulles, som skiftede hænder adskillige gange, inden den blev befriet. 1. britiske korps' østlige fremstød blev indledt fra brohovedet ved Orne-floden, som var blevet sikret på D-dagen af britiske luftbårne tropper under Operation Tonga, men kom ikke langt mod en beslutsom tysk modstand og stadige modangreb. Da tabene voksede, og der intet tegn var på et forestående tysk sammenbrud, blev offensiven øst for Caen opgivet den 13. juni. I mellemtiden havde amerikansk pres åbnet et hul i de tyske linjer. I et forsøg på at holde operationerne i bevægelse blev 7. britiske panserdivision sendt fra kampene omkring Tilly-sur-Seulles af sted for at rykke frem gennem hullet i et forsøg på ramme de tyske tropper i siden og tvinge Panzer-Lehr-divisionen til at trække sig tilbage.
De forreste elementer af 7. panserdivision rykkede ind i byen om morgenen den 13. juni og rykkede hurtigt frem og erobrede Punkt 213 der lå 2 km mod øst. Ubekendt med nogen tysk tilstedeværelse faldt de forreste britiske kampvogne i et baghold af Tiger-kampvogne fra den 101. tunge SS panserbataljon. På mindre end 15 minutter blev talrige kampvogne, panserværnskanoner og andre køretøjer ødelagt af den tyske styrke. Hovedparten kunne tilskrives panseresset Michael Wittmann. Yderligere kampe fandt sted i løbet af morgenen på Punkt 213, og et tysk modangreb blev iværksat mod byen om eftermiddagen. Denne gang faldt de tyske styrker i et baghold fra forsvarende britisk infanteri og kampvogne. Efter seks timers kamp besluttede den britiske chef på stedet, at hans styrke skulle trækkes tilbage fra byen, en manøvre som blev gennemført inden det blev mørkt, og stort set uden tysk indblanding.
Kampene fortsatte mellem 7. panserdivision og tyske styrker den følgende dag, men Villers-Bocage spillede ingen yderligere rolle i den britiske 2. armés kamp om Caen. Byen blev endelig befriet den 19. juli. Villers-Bocage blev stort set ødelagt af bombardement fra Royal Air Force til støtte for Operation Epsom og blev endelig befriet den 4. august af 50. infanteridivision. Historikerne er generelt enige om, at på grund af fejltagelser på divisions- og korpsniveau forspildte briterne her en mulighed for hurtigt at erobre Caen.

## Baggrund
Byen Caen i Normandiet var et vigtigt britisk mål på D-dagen. De britiske styrker blev hæmmet af trængsel i brohovedet, som forsinkede indsættelsen af deres panserstøtte, og de blev tvunget til at bruge nogle af deres styrker på at angribe de stærkt forsvarede tyske stillinger langs vejen til Caen. Derfor kunne den britiske 3. infanteridivision ikke angribe Caen med tilstrækkelig styrke til at kunne erobre byen, og blev stoppet i byens udkant af den tyske 21. panserdivision. Operation Perch havde til formål at skabe en trussel om et britisk udbrud fra brohovedet sydøst for Caen. Operationen blev overgivet til 30. Korps. 50. division, som var landsat på D-dag fik til opgave hurtigt at rykke ind i landet og erobre Bayeux og vejen til Tilly-sur-Seulles. Den 7. panserdivision, forstærket med 8. panserbrigade ville derefter tage over fra 50. division og føre an i et yderligere fremstød fra Tilly-sur-Seulles til Mont Pinçon.
Den 9. juni var Caen stadig sikkert i tyske hænder. De allieredes øverstkommanderende for landstyrkerne, general Bernard Montgomery besluttede, at nu skulle Caen erobres ved en knibtangsmanøvre. Med et angreb ud af Orne brohovedet, det område som var erobret øst for Orne-floden af 6. luftbårne division under Operation Tonga, skulle 1. Korps' 51. infanteridivision og 4. mekaniserede brigade udgøre den østlige arm i knibtangen. De skulle angribe sydpå mod Cagny, 10 km sydøst for Caen. 30. Korps skulle udgøre knibtangens vestlige arm. I en ændring i forhold til den oprindelige plan skulle 7. panserdivision nu dreje mod øst, krydse Odon-floden, erobre Évrecy og det højtliggende terræn ved byen (Hill 112).
Imidlertid kom 30. korps i kamp med Panzerlehrdivisionen om besiddelsen af Tilly-sur-Seulles og kunne ikke trænge frem mens 51. division mødte hård og fortsat modstand fra 21. panserdivision i sit forsøg på at trænge sydpå til Saint Honorine. Da 50. division ikke kom nogen vegne blev offensiven øst for Caen afblæst den 13. juni. På højre flanke af 30. korps havde den tyske 352. infanteridivision været i kontakt med den amerikanske 1. infanteridivision siden landgangen på Omaha Beach på D-dag. Da de ikke havde fået ret megen forstærkning, var 352. division ikke i stand til at modstå det fortsatte amerikanske pres, og begyndte at give efter og trække sig mod syd. Herved åbnedes der et 12 km bredt hul i de tyske linjer mellem det amerikanske 5. Korps og 30. Korps. 
Da han var klar over den mulighed det udgjorde, mødtes general Dempsey med generalløjtnant Gerard Bucknall, chefen for 30. korps og generalmajor George Erskine, som var leder af 7. panserdivision og gav Erskine ordre til at trække sine kampvogne tilbage fra kampene ved Tilly-sur-Seulles. 7. panserdivision skulle i stedet udnytte åbningen i de tyske linjer, erobre byen Villers-Bocage og angribe Panzerlehrdivisionens flanke. En højderyg 2,5 km øst for byen var det endelige mål. Det blev antaget, at fremkomsten af britiske kampvogne i ryggen på Panzerlehrdivisionen placeret på et højtliggende område og med vigtige kommunikationslinjer under deres kontrol, ville tvinge Panzerlehrdivisionen til at trække sig tilbage eller overgive sig, og dermed holde operationen flydende.
Tyskerne var godt klar over deres sårbarhed og planlagde at lukke hullet i fronten med den 2. panserdivision og 3. faldskærmsdivision. Disse enheder kunne imidlertid først være på plads den 15. juni, så der blev sendt lette spejderstyrker af sted for at dække området. Desuden sendte lederen af 1. SS Panserkorps Sepp Dietrich sin eneste reserve, den 101. tunge SS-Panzerabteilung, af sted for at placere sig bag Panzerlehrdivisionen og 12. SS-Panzer for at dække hans åbne venstre flanke. Da han forudså hvilken betydning briterne ville tillægge det højtliggende område ved Villers-Bocage, placerede lederen af bataljonens 2. eskadron, Michael Wittmann sine kun 5 funktionsdygtige Tiger-kampvogne, lige syd for Punkt 213 på Villers-Bocage-højderyggen. De ankom den 12. juni efter fem dages kørsel fra Beauvais.
I løbet af morgenen den 12. juni fortsatte 7. panserdivision med at udføre sine hidtidige ordrer og forsøgte at trænge frem mod Tilly-sur-Seulles. Klokken 12 blev der holdt et møde mellem brigadegeneral William Hinde, der var chef for 22. panserbrigade, og generalmajor George Erskine, som var chef for divisionen, Hinde fik ordre til at udnytte hullet i den tyske front. Kort efter mødet indledte 8. King's Royal Irish Hussars, 7. panserdivisions opklaringsregiment, en rekognoscering af den rute, som brigaden skulle følge. Hovedstyrken afgik fra Trungy omkring kl. 16. Fire timer senere var divisionen rykket 20 km frem til Livry, heraf 10 km gennem tysk besat område uden at møde modstand. Ved Livry blev den forreste Cromwell kampvogn fra 8. Hussars imidlertid ødelagt af en panserværnskanon. Landsbyen blev forsvaret af elementer af Panzerlehrdivisionens støttekompagni. Britisk infanteri rykkede frem og i løbet af to timer var stillingen elimineret.
I håb om at holde tyskerne i tvivl om det britiske hovedmål beordrede brigadegeneral Hinde styrken til at gøre holdt for natten. Mens hovedstyrken holdt sig i nærheden af la Mulotiere hvor de gennemførte normal vedligeholdelse mens 8. Hussars og 11. Hussars (Prince Albert's Own), divisionens panservognsregiment, fik til opgave at rekognoscere på hovedstyrkens flanker. 11. Hussars fandt ingen modstand på højre flanke og fik forbindelse med den amerikanske 1. infanteridivision, mens 8. Hussars, på venstre flanke mistede 2 kampvogne og 7 mand, da de stødte på elementer fra Panzerlehrdivisionen 3 km borte.

## Planlægning
I løbet af natten færdiggjorde brigadegeneral Hinde sin plan for hvorledes den 22. panserbrigadegruppe skulle besætte Villers-Bocage den 13. juni. Hinde vidste, at for at fastholde kontrollen med byen måtte han også besætte højderyggen 2,5 km  øst for byen og planlagde herefter.
4. Country of London Yeomanry (4CLY) skulle sammen med et kompagni af 1. bataljon af riffelbrigaden fortsætte gennem Villers-Bocage og besætte Punkt 213 på Villers-Bocage højderyggen. 1/7th Queen's Royal Regiment (West Surrey) skulle følge efter og besætte selve byen. 5th Royal Tank Regiment (5RTR), med yderligere et kompagni af 1. Riffelbrigade, skulle besætte det højtliggende område sydvest for byen ved Maisoncelles-Pelvey. Udstyret med M10 Achilles selvkørende panserværnskanoner skulle 260. Anti-tank Battery fra Norfolk Yeomanry tage opstilling og dække hullet mellem 4. Country of London Yeomanry og 5. Royal Tank Regiment. 5. Royal Horse Artillery, der var udstyret med Sexton selvkørende artilleri, skulle følge resten af brigaden mens de to husarregimenter skulle sørge for beskyttelse af flankerne, fungere som buffer, afskærme divisionen fra Panzerlehrdivisionen og opspore fjendtlige stillinger på begge sider af fremrykningen. Resten af divisionen, 131. infanteribrigade med 1. Royal Tank Regiment, 1/5th og 1/6th bataljoner af Queen's Royal Regiment (West Surrey); skulle placere sig i Livry området, holde en "fast base" og sikre divisionens kommunikationslinjer.
I betragtning af den betydning, som briterne ville tillægge de højtliggende område ved Villers-Bocage, var den tunge 101. SS-panserafdeling blevet beordret til at tage opstilling bag Panzerlehrdivisionen og 12. SS-panserdivision for at dække den åbne venstre flanke. Ved fuld styrke ville den 101. tunge SS-panserafdeling have omfattet 45 Tiger I kampvogne, 14 kampvogne pr. eskadron og 3 kampvogne som udgjorde enheden omkring hovedkvarteret. Enheden havde imidlertid været udsat for konstante luftangreb under dens 5-dages fremrykning over 250 km fra Beauvais og havde nu kun omkring 17 indsatsklare kampvogne. Bataljonens første eskadron var placeret 9 km nordøst for Villers-Bocage. Anden eskadron under Michael Wittmann var placeret lige syd for Punkt 213 mens tredje eskadron med blot én fungerende kampvogn var placeret i omegnen af byen Falaise og nåede først frem til fronten to dage senere. Kampvognene i umiddelbar nærhed af Villers-Bocage tilhørte bataljonens 2. eskadron under ledelse af Michael Wittmann. Kampvognene under hans kommando anføres at have haft numrene: 211, 221, 222, 223, 233 og 234.

## Kampen om morgenen
Fremrykningen blev genoptaget kl. 5.30 anført af en panserbataljon og andre enheder, som stod for beskyttelse af flankerne og rekognoscering. Den 22. panserbrigade blev hilst af jublende civile på vejen til Villers-Bocage foruden information der antydede, at tyske kampvogne var strandet i Tracy-Bocage, hvilket senere viste sig ikke at være tilfældet. Inden man nåede til Villers-Bocage blev en tysk panservogn opdaget, mens dens vognkommandør tydeligt betragtede fremrykningen. Den trak sig imidlertid tilbage, så den ikke kom i kamp. Efter at have rykket 8 km frem fra deres stilling om natten rykkede 22. panserbrigadegruppe klokken 8.30 ind i Villers-Bocage.
Der var en følelse af generel afslapning da mændene fra A Squadron 4CLY og A Company 1st Rifle Brigade blev mødt af de den befriede franske befolkning.
Da Villers-Bocage var på britiske hænder kørte en eskadron videre så hurtigt som muligt, uden den beordrede forudgående rekognoscering, for at besætte punkt 213. Da de nåede frem angreb og ødelagde de en Kübelwagen, som kørte ad vejen imod dem. De forreste kampvogne placerede sig på markerne ved siden af vejen så kun tårnene var synlige, mens resten af eskadronen parkerede langs vejen. Udenfor Villers-Bocage på vejen mod punkt 213 rykkede køretøjerne fra 4CLY's rekognosceringsenhed, regimentets hovedkvarter og A-kompagniet fra 1. riffelbrigade til side, så andre køretøjer let kunne passere og begyndte at forlade køretøjerne. I sin historie om riffelbrigaden skriver major Hastings, at A-kompagniet blev beordret ud i siden af vejen for at holde den åben af officerer fra 4CLY og at terrænet var meget indesluttet, så man kunne se mindre end to hundrede meter ud til siden, så de havde allerede placeret vagtposter. Historikeren D'Este er mere kritisk overfor A-kompagniets adfærd på dette tidspunkt, og henviser til at de undlod at følge doktrinen om at danne et forsvar mod alle sider, når de holdt stille.
Inde i byen var oberstløjtnant Lord Arthur Cranley, chefen for 4CLY, bekymret for at hans mænd var for langt fremme. Han fik besøg af brigadegeneral Hinde, som forsøgte at berolige ham og derpå beordrede ham til punkt 213 for at kontrollere A-eskadronens forsvarsstilling. Brigadegeneralen vendte derefter tilbage til sit taktiske hovedkvarter, selv om nogle kilder mener, at han ikke vendte tilbage før det tyske angreb begyndte. Major J. Wright, chefen for A-kompagniet i 1. riffelbrigade, som nu lå ved punkt 213 anmodede alle delingsførere om at komme til et møde med ham.

I sin kommandopost blev Wittmann underrettet af en af sine mænd om, at en stor styrke bevæger sig på vejen, og han går selv ud for at se. Han bliver overrasket. Han beslutter selv at gå til angreb straks, uden at vente på resten af eskadronen, da han formoder, at hans styrke er blevet opdaget og kan blive angrebet, hvis han venter. Beslutningen er svær for ham at træffe, da han bliver imponeret af den britiske styrkes størrelse, men han vidste, at den var nødvendig. Den første af hans kampvogne viser sig at have motorproblemer, så han overtager unterscharführer Sowas kampvogn.(Klokken 9.00 var 22. panserbrigadegruppe delt i flere enheder. A-eskadronen, chefen for 4CLY og alle officererne fra A-kompagniet i 1. riffelbrigade var på punkt 213. 4CLY's opklaringsenhed, regimentshovedkvarter og 1. riffelbrigade var i Villers-Bocage og dens østlige udkant, mens resten af brigadegruppen var et godt stykke vest for byen. 
Omkring kl. 9.00 brød sergent O’Connor, som kørte i retning af punkt 213 i et halvbæltekøretøj, radiostilheden for at give de britiske styrker i og omkring Villers-Bocage den eneste advarsel inden de tyske angreb gik i gang. En enkelt Tiger-kampvogn under kommando af Wittmann, kørte ud på Route Nationale 175 og angreb de to bagerste kampvogne fra A-eskadronen af 4CLY, der var placeret på punkt 213, og ødelagde en Cromwell og en Sherman Firefly. Kort efter blev to Cromwell-kampvogne fra A-eskadronen ødelagt af Tiger 221 og 223 (henholdsvis ledet af SS-Unterscharführer Georg Hantusch og Jurgen Brendt.), som var kørt op til punkt 213 ad en skovsti omkring 200 meter syd for hovedvejen.
Efter ødelæggelsen af de to bageste kampvogne fortsatte Wittmann ad Route Nationale 175 mod Villers-Bocage, og i de følgende minutter ødelagde han transport køretøjerne fra 1. riffelbrigade, som var parkeret langs vejen foruden to seks punds panserværnskanoner. Da riffelskytterne havde forladt deres køretøjer nogle minutter inden angrebet begyndte, benyttede de chancen til at gå i dækning i de nærliggende hække og marker, da skyderiet begyndte, og led ikke mange tab. Nogle franske kilder, sammen med britiske øjenvidneskildringer af kampen, fortæller, at to Tiger-kampvogne angreb og ødelagde transportkøretøjerne fra riffelbrigaden, og at det ikke kun var Wittmanns Tiger. Det menes, at den anden Tiger var placeret nord for hovedvejen, når vejkrydset til Tilly-sur-Seulles, og at den muligvis var udgået for brændstof. Wittmanns Tiger fortsatte ind i Villers-Bocage og ned ad Georges Clémenceau vejen.
Der er modstridende beretninger om hvad der så skete og antallet af kampvogne og køretøjer, som blev ødelagt af Wittmann og hans besætning. Adskillige historikere hævder, at Wittmanns Tiger kørte ind i byen og hurtigt angreb og ødelagde 3 M5 Stuart-kampvogne og 4 CLY's rekognosceringsenhed, mens andre kilder, herunder en senere af Taylor, modsiger dette og billeder taget efter slaget viser kun 2 ødelagte kampvogne på hovedgaden, og ødelagde derefter 4CLY's halvbæltekøretøjsambulance og efterretningsofficerens spejderkøretøj, selv om vragene af de sidste to køretøjer ikke kan ses i billederne efter kampen. Herefter trængte Wittmanns Tiger længere ind i Villers-Bocage og angreb Cromwell-kampvognene fra 4CLY's regimentshovedkvarter og de to artilleriobservationskampvogne ("OP tanks") fra 5. Royal Horse artillery.
Beretningerne varierer om hvorledes Wittmann præcis trak sig tilbage. På baggrund af udsagn fra britiske kampvognsbesætninger i Villers-Bocage, skriver historikerne Forty og Taylor record, at Wittmann havde en kort resultatløs duel med en Sherman Firefly under kommando af sergent Stan Lockwood inden han trak sig tilbage mens Bob Moore, fra 4CLY, hævder at et skud fra hans kampvogn beskadigede chaufførens afskærmning på Tigerkampvognen, hvilket tvang den til at trække sig tilbage. Deres beretninger fortæller at dette træk bragte Wittmann til at stå over overfor den eneste overlevende Cromwell-kampvogn fra regimentets hovedkvarter, ledet af kaptajn Pat Dyas, som var fulgt efter Tigeren ned ad vejen i forsøg på at ramme dens tyndere hækpanser. Dyas åbnede ild uden effekt, hvorefter Wittmann skød tilbage og ødelagde Cromwell-kampvognen. Wittmanns Tiger siges derefter at være fortsat østpå inden den blev sat ud af spillet af en 6 punds panserværnskanon under ledelse af sergent Bray i udkanten af Villers-Bocage ved vejkrydset mod Tilly-sur-Seulles,, men i sin bog om riffelbrigaden udelader major Hasting dette, og hævder at sergent Bray for æren for at have ødelagt 2 halvbæltekøretøjer og en panservogn.
Wittmanns egen beretning modsiger denne rækkefølge. Han hævdede, at hans kampvogn blev ødelagt i byens centrum og beviser i form af billeder taget efter slaget af de ødelagte Tiger-kampvogne i Villers-Bocage understøtter denne påstand. Denne version betyder, at Wittmann ikke kan have været i kamp med Dyas på den måde, som blev beskrevet ovenfor. Løjtnant Cloudsley-Thompson tror, at Dyas tog fejl af begivenhedernes rækkefølge og tror i stedet at Dyas blev ramt af et skud fra Tigeren da den havde tårnet vendt bagud mens den rykkede ind i Villers frem for at møde den direkte, da den trak sig tilbage.
I løbet at kun 15 minutter havde Wittmanns Tiger ødelagt 10-11 kampvogne, 2 panserværnskanoner og 13 mandskabsvogne. Yderligere 3 kampvogne blev ødelagt af de to Tigere ved punkt 213. Mens de fleste beretninger om slaget antyder, at Wittmann og hans besætning var de eneste tyskere, der trængte ind i byen den morgen, mener britiske øjenvidner noget andet. Mænd fra 4CLY rapporterede, at tyske tropper skød på dem fra vinduer på de øvre etager i huse i byen.
Ved punkt 214 holdt Lord Cranley og major Wright fra riffelbrigaden en kort konference, hvor de besluttede at holde stillingerne og afvente forstærkninger. Lord Cranley forsøgte at organisere et forsvar i alle retninger fra bakken med de til rådighed stående styrker: 7 Cromwell og 2 Firefly kampvogne fra 4CLY, 1 Cromwell OP tank fra 5RHA, to spejderkøretøjer, tre halvbæltekøretøjer, adskillige officerer og underofficerer samt 10 skytter fra 1. riffelbrigade. Omkring kl. 10 ankom SS-Panzergrenaderer fra 4. støttekompagni i den 101. tunge SS-Panzer-bataljon. Pansergrenadererne begyndte at angribe og omringe mændene, som var fanget på bakken. Omkring klokken 10.30 rapporterede Lord Cranley over radioen, at stillingen ikke kunne holdes, og at tilbagetrækning var umulig. I løbet af en halv time blev radioerne i Lord Cranleys spejdervogn og i alle de øvrige kampvogne tavse og kl. 13 var bakken helt på tyske hænder. Få lykkedes det at undslippe. Kaptajn Christopher Milner MC fra riffelbrigaden tilbragte resten af dagen på flugt og kom tilbage bag de britiske linjer efter mørkets frembrud, mens korporal Hoar fra A-eskadronen af 4CLY ikke kom tilbage til sin enhed før den 25. juni.

## Kampen om formiddagen og om eftermiddagen
Et stykke tid efter Wittmanns angreb ind i Villers-Bocage var major Wenck på en rekognosceringsmission for Panzerlehrdivisionen for at opklare hvad 7. panserdivision foretog sig. Efter at have forladt sin spejdervogn fortsatte han til fods indtil han kunne høre kampvognsmotorer. Han kravlede i skjul, hvor han fandt en trop forladte Cromwell-kampvogne med "alle besætningerne ude foran hvor de så på et kort sammen med en officer". Major Wenke krydsede vejen, erobrede en af kampvognene og kørte af sted inden besætningen nåede at reagere. Han beskrev den østlige ende af Villers-Bocage som et område fyldt med brændene kampvogne,bren-gun carriers og døde Tommier". Da han nåede frem til tyske soldater, vinkede han en til sig, og sammen kørte de til Chateau Orbois for at aflevere kampvognen.
Klokken 11 reagerede Panzerlehrdivisionen efter at have fået oplysninger (muligvis efter at have fået information fra de spejdere, som mændene i 7. panserdivision havde opdaget tidligere, fra major Wenke eller fra medlemmer af 101. tunge SS-panzer bataljon om 7. panserdivisions indtrængen.
| Citat               | Inden kl. 11 ... modtog ordrer om at rykke frem til området nord for Villers med alle til rådighed stående kampvogne - omkring 15 - for at forhindre det frygtede angreb mod divisionens bagområde. Divisionens generalstabsofficer, major Kauffmann, samlede alle til rådighed stående soldater fra sine stabe og andre enheder med henblik på at dække af mod syd. | Citat |
| Major Helmut Ritgen | |       |

Major Helmuts styrke blev derefter af general Bayerlein beordret til at blokere alle veje nordpå fra byen, med henblik på at forhindre ethvert angreb mod Panzerlehrdivisionens bagområde. Da den forreste kampvogn nåede vejen til Anctoville nordvest for byen blev den ødelagt af en skjult panserværnskanon og brød i brand. "Vi var stødt på det britiske forsvar i alle retninger vest for Villers."
Efter at Lord Cranley var gået tabt overtog major Aird ledelsen af 4CLY og gav ordre til B-eskadronen om at holde byen for enhver pris. Derpå beordrede han C-eskadronen til at rykke ind i byen for at forstærke dem. 1/7 Queens blev også kaldt ind i byen for at sikre den efter de indledende kampe. Oberstløjtnant Desmond Gordon, bataljonens chef, gav A-kompagniet ordre til at rykke til området ved jernbanestationen og B- og C-kompagnierne til at dække de østlige indgange til byen.
Mændene kunne imidlertid kunne rydde den vestlige del af byen da mænd fra 4. støttekompagni allerede havde infiltreret den østlige del af byen. Efter nogle skudvekslinger mellem de to styrker besluttede oberstløjtnant Gordon at trække sine mænd tilbage til en mere snæver perimeter. A-kompagniet var stadig placeret omkring jernbanestationen, mens C- og D-kompagnierne og deres panserværnskanoner holdt byen og B-kompagniet placeret som bataljonens reserve.
Der blev gjort forsøg fra 4CLY på at sende kampvogne ad hovedvejen fra Villers-Bocage for at erobre punkt 213. Da de blev beskudt og ikke kunne komme frem blev den 4. trop under ledelse af løjtnant Bill Cotton beordret til at finde en anden vej til bakken. Dette lykkedes ikke og førte til at Cotton anførte sin trop ind i byens centrum, hvor han organiserede forsvaret og lagde et baghold bestående af hans egne kampvogne, en 6 punds panserværnskanon og skytter fra 1/7 Queens.
Wittmann afgav melding på Chateau d'Orbois og fik udleveret en Schwimmwagen, så han kunne vende tilbage til sin enhed ved punkt 213. Da de ankom opdagede de, at Karl Möbius, chefen for 1. eskadron af 101. tunge SS-Panzer-Abteilung, var ankommet med sin eskadron på mindst 8 Tiger-kampvogne. De to eskadronchefer diskuterede herefter det forestående angreb, som skulle gennemføres af 1. eskadron.
Der udbrød igen kraftige kampe om byen omkring kl. 13 da mænd og køretøjer fra Panzerlehrdivisionen og 101. tunge SS-Panzer-Abteilung angreb. Panzerlehrdivisionen indledte sine angreb nordfra, mens 101. angreb fra vest. Kampene fortsatte i de næste seks timer.
Under disse angreb blev flere Tiger-kampvogne ødelagt af 1/7 Queens, to af dem blev ødelagt af PIATer.
I byens centrum opdagede sergent Bramall, som havde kommandoen over en Sherman Firefly en holdende Tiger-kampvogn rundt om hjørnet fra hans placering på en vej. Da han indså, at den eneste sikre måde at angribe kampvognen var ved at trække sin egen kampvogn lidt tilbage og sigte gennem to vinduer i en hjørneejendom, gjorde han dette. Efter at have foretaget de sidste korrektioner ved at kigge ned langs løbet afskød hans besætning to granater i hurtig rækkefølge, men det lykkedes dem ikke at ødelægge Tiger-kampvognen. Tiger-kampvognen forsøgte derefter at haste forbi bagholdet, men blev angrebet da den gjorde det af korporal Horne, som havde kommandoen over en Cromwell-kampvogn, og han ramte den bagi og ødelagde den. Denne kamp blev udødeliggjort i en tegning til Illustrated London News af Bryan de Grineau. Sergent Bramall ødelagde senere end Panzer IV.
Under en pause i kampen gik løjtnant Cotton og sergent Bramall rundt om de ødelagte tyske kampvogne i deres nærhed med bundter af tæpper og benzindunke og satte ild til kampvognene, så de ikke senere kunne bjærges. Denne indsats sammen med deres tapperhed og dygtighed ved forsvaret af byen gjorde dem fortjent til henholdsvis Military Cross og Military Medal.
| Citat           | Da tingene var faldet lidt til ro, protesterede Bill Cotton, i ly under en paraply, overfor det franske brandvæsen fordi de forsøgte at slukke ilden i en ødelagt Panzer IV kampvogn | Citat |
| Robert A. Moore | |       |

Klokken 16 var briterne stadig i besiddelse af byen efter et energisk og beslutsomt forsvar. Tyskerne indledte derefter et nyt beslutsomt modangreb mod byen understøttet af morter og artilleriild. Dele af angrebet blev afvist, men der fulgte nærkamp i gaderne. Ved jernbanestationen løb pansergrenadererne A-kompagniet fra 1/7 Queens over ende og tog en hel deling til fange. Et andet sted lykkedes det dem at omringe bataljonens hovedkvarter.
Da presset voksede på de forsvarende tropper, besluttede brigadegeneral Hinde tøvende, at situationen var blevet uholdbar, og at tropperne måtte trækkes tilbage fra byen. Under dækning af artilleriild og et røgslør udlagt af 5RHA, trak infanteriet sig tilbage beskyttet af kampvogne fra 4CLY, som var de sidste som trak sig tilbage.
Briterne trak sig tilbage til Amaye-sur-Seulles, næsten 5 km mod vest, mens de blev dækket af kampvogne fra 5RTR. Der dannede de sammen med resten af 22. panserbrigadegruppe en "brigade-boks", en forsvarsstilling hele vejen rundt om enheden.

## Efterspil
De kraftige kampe blev genoptaget den følgende dag, da de tyske tropper forsøgte at knuse den britiske brigadeboks. Selv om pansergrenadererne nogle gange kunne overløbe nogle af de britiske stillinger og rykke faretruende nær på de allierede feltkanoner og det taktiske hovedkvarter blev de hver gang slået tilbage med infanteriangreb og ødelæggende beskydning fra 50. infanteridivision og 1. amerikanske infanteridivisions artilleri samt artilleri fra armégruppen. Indimellem fik de også støtte fra luften. Dagen sluttede med at 22. panserbrigadegruppe var sikre på at de fortsat kunne holde stillingen og de var omringet af omkring 20 ødelagte tyske kampvogne og hundreder af tyske døde. De allierede tab i løbet af dagen omfattede tre Cromwell-kampvogne og lette tab blandt infanteriet.
Brigadegeneral Hinde havde tiltro til at stillingen kunne holdes og bruges til at genvinde initiativet, da tyskerne tydeligvis led store tab i deres forsøg på at fjerne boksen. På grund af det fejlslagne angreb fra 50. infanteridivision ved Tilly-sur-Seulles blev han om natten beordret til at trække sig tilbage for at få rettet fronten ud.
Generalløjtnant Bucknall havde to infanteribrigader tilovers, som kunne have været indsat som forstærkning for 7. panserdivision i et forsøg på at generobre Villers-Bocage og tvinge Panzerlehrdivisionen til at trække sig tilbage, men han valgte at forstærke den 50. infanteridivision og deres frontalangreb mod Panzerlehrdivisionen ved Tilly-sur-Seulles. Han valgte ikke at forstærke 7. panserdivision, da han konkluderede at deres stilling var svag med udsatte forbindelseslinjer og han havde også fået at vide, at Erskines mænd var under angreb fra 2. tyske panserdivision.
Operation Aniseed, den britiske tilbagetrækning fra Amaye-sur-Seulles, begyndte kl. 0.30 den 15. juni under dække af et angreb fra RAF på Aunay-sur-Odon foruden artilleribeskydning i et forsøg på at drukne lyden af kampvogne og andre køretøjer, som trak sig tilbage. Omkring kl. 5.00 var tilbagetrækningen afsluttet uden hændelser, da de tyske styrker var for langsomme til at reagere på det britiske træk.
Mens historikere, såsom Carlo D'Este, hævder at tilbagetrækningen fra Villers-Bocage slukkede ethvert britisk håb om at gennembryde den tyske front syd for Caen, bemærker major Ellis, den officielle felttogs historiker for den britiske hær i Normaniet, at Bucknall kun beordrede tilbagetrækningen som et midlertidigt skridt. Tilbagetrækningen skulle foretages således at 33. panserbrigade kunne føres frem og forstærke 7. panserdivision ved et fornyet angreb mod Evrecy efter nogle dage hvile. Den 19. juni erobrede 50. infanteridivision endelig Tilly-sur-Seulles og tvang Panzerlehrdivisionen til at trække sig tilbage. De fik forbindelse med 7. panserdivision, som holdt en linje omkring Aure-floden så langt sydpå som Livry, mens de forberedte deres andet angreb. På grund af den storm, som ramte Den engelske kanal denne dag, blev alle offensive operationer aflyst, og dette nye angreb fra 7. panserdivision blev aldrig til noget.
Der var andre afledte virkninger af nederlaget ved Villers-Bocage. I starten af august brugte Dempsey Operation Perch som en af årsagerne til at få fjernet Bucknall efter at 30. korps flere gange havde klaret sig dårligt. Erskine og Hinde samt lederen af artilleriet og den ledende stabsofficer i 7. panserdivision blev også fjernet fra deres stillinger. Denne udrensning i divisionen havde ligget i kortene siden Villers-Bocage og over 100 mand, heriblandt de fire nævnte, blev fjernet fra deres stillinger og fik nye opgaver. Historikeren Daniel Taylor hævder at udrensningen og at Villers-Bocage blev brugt som en af forklaringerne skyldtes et behov for at "demonstrere at hærens ledelse gjorde noget for at reagere på den dårlige offentlige mening om felttogets førelse".

## Kritik
Historikere tror, at en stor mulighed for hurtigt at erobre Caen gik tabt på grund af Bucknalls handlinger. Bremsningen af fremstødet mod Evrecy gjorde det nødvendigt med gentagne operationer for at erobre byen og udnytte det åbne terræn bag den. Major Ellis, som var knap så kritisk, kaldte det umiddelbare resultat af kampene skuffende, og fastslår at med det stædige forsvar fra Panzer-Lehr-Divisionen og den uventede ankomst af 2. panserdivision kunne 7. panserdivision "dårligt have opnået en fuld succes".
Den fejlslagne operation fik Dempsey til at skrive, at der var "ingen chance tilbage for en hurtig operation med luftbårne tropper til enten at erobre Caen eller til at udvide brohovedet på 30. Korps front. Det står nu klart, at Caen kun kan erobres ved et forberedt angreb, og vi har hverken mænd eller ammunition til det på nuværende tidspunkt". Han bemærkede senere, at "dette angreb fra 7. panserdivision skulle være lykkedes. Min holdning om at Bucknall og Erskine måtte afløses begyndte at formes med dette nederlag ... hele håndteringen af slaget var en blamage".
Mens hovedparten af kritikken omkring dette slag er rettet mod de britiske styrker, har Wolfgang Schneider udtalt, at "en kompetent leder af et kampvognseskadron begår ikke så mange alvorlige fejl, som Wittmann begik".
Han kritiserer placeringen af Wittmanns styrker, herunder at de hæmmede deres bevægelsesfrihed ved at placere sig i en hulvej og ved at placere et køretøj med motorvanskeligheder forrest i kolonnen, hvorved de risikerede at blokere for alle de efterfølgende kampvogne. Hans hovedkritik er rettet mod Wittmanns ensomme fremrykning ind i Villers-Bocage, om hvilket han siger, at selvom den "kan synes modig ... er det i modstrid med alle regler". Ikke alene var der ikke indsamlet efterretninger, men der var heller "ikke noget tyngdepunkt" eller en "koncentration af styrker", og på grund af Wittmanns handlinger kom "hovedparten af 2. eskadron og Möbius’ 1. eskadron op mod en fjende, som var gået i defensiven".
Han opsummerer: "Den ligegyldige fremrykning af en enkelt kampvogn ind i en by, som var besat af fjenden er ren tåbelighed" og siger et andet sted at "et sådant hastværk var ikke nødvendigt". Hvis Wittmann havde ventet og var gået sammen med 1. eskadron, ville "en sådan handling have været mere effektiv".

## Propaganda
Den tyske propaganda fik en mulighed for at udnytte slaget. Da briterne havde mistet kontakten med styrkerne på punkt 213 og havde trukket sig tilbage fra Villers-Bocage, kunne de ikke fastslå hvor store tab de havde påført fjenden eller hvad der var sket på højdedraget.
Tyskerne kunne hævde at Michael Wittmann, som allerede var et kendt navn i Tyskland inden begivenhederne ved Villers-Bocage, ved dygtig manipulation af hans handlinger, kom til at fremstå som om han havde ødelagt næsten alle de køretøjer, som briterne havde mistet.
Hans faktiske udbytte bestod af 5 Cromwell-kampvogne, 1 Sherman Firefly, 2 M5 Honeys, 1 Sherman OP tank, 1 Cromwell OP tank, 2 panserværnskanoner og lige over et dusin transportkøretøjer.
Wittmann indtalte en beretning til radioen sent den 13. hvor han beskrev begivenhederne omkring hans baghold mod 4CLY; men som bevis for at han ikke deltog i angrebet om eftermiddagen og nedtonede det stædige britiske forsvar rapporterede han at "efterfølgende modangreb nedkæmpede fjenden. Hovedparten af panserregimentet og en riffelbataljon blev ødelagt"
Kampområdet blev også gennemfotograferet, og i et tilfælde blev et fotografi manipuleret så det viste flere britiske tab end der var påført. En artikel i de tyske styrkers blad Signal, som blev udgivet i august 1944, om kampene i Villers-Bocage havde tre billeder kædet sammen til et med teksten "Her sluttede et engelsk pansret gennembrud på vejen syd vest for Caen".
Uanset propagandaen omkring slaget har Wolfgang Schneider fastslået at handlingerne fra den tunge 101. SS-Panzerabteilung var "alt andet end imponerende".
Tyskerne var imidlertid ikke de eneste, som udnyttede begivenhederne ved Villers-Bocage. Efter at løjtnant Cloudsley-Thompson og hans besætning fik deres Cromwell-kampvogn ødelagt tilbragte de dagen i skjul i en kælder i byen inden de begav sig i retning af de allierede linjer om natten og til sidst stødte på elementer af 50. infanteridivision. Under han debriefing mindedes han, at de "aldrig ønskede at se en kampvogn så længe de levede", hvilket senere blev ændret, da den britiske presse kørte en historie om dem og kampen til "Det første de fem kampvognsfolk bad om var en ny kampvogn".

## Eksterne kilder
- Slaget ved Villers-Bocage, tysk ugerevy (tysk)
- Krigsdagbøger fra 4th County of London Yeomanry (engelsk)
- Krigsdagbøger fra 8. (Kings Royal Irish) Hussars (engelsk)
- Krigsdagbøger fra 11. Hussars (Prince Albert's Own) (engelsk)

49°4′50″N 0°39′22″V / 49.08056°N 0.65611°V